# تیسوک
تیسوک (به لاتین: Tyszowce) یک شهر در لهستان است که در Gmina Tyszowce واقع شده‌است.

## خصوصیات
تیسوک ۱۸٫۵۲ کیلومترمربع مساحت و ۲۴۲ نفر جمعیت دارد.